# Epigrus insularis
Epigrus insularis is een slakkensoort uit de familie van de Epigridae. De wetenschappelijke naam van de soort is voor het eerst geldig gepubliceerd in 1915 door Walter Oliver.